# Ваисли
 Тази статия е за бившето село в Кукушко.  За селото в Лъгадинско вижте Вайохори.  
Ваисли (на гръцки: Βαγιά, Вая, до 1927 година Βαϊσλή) е историческо село в Република Гърция, разположено на територията на дем Кукуш, област Централна Македония.

## География
Селото е било разположено на около 2 km северно от Кукуш (Килкис), на 3 km източно от Усуслу (Плая).

## История

### В Османската империя
През XIX век Ваисли е малко турско село в Авретхисарската каза на Османската империя. Според статистиката на Васил Кънчов („Македония. Етнография и статистика“) в 1900 година Ваисли има 35 жители, всички турци.

### Гърция
В 1913 година след Междусъюзническата война селото попада в Гърция. Боривое Милоевич пише в 1921 година („Южна Македония“), че Ваисли (Вајисли) има 15 къщи турци. В 20-те години турското му население се изселва. На мястото му са заселени гърци бежанци. В 1928 година селото е чисто бежанско и има 14 бежански семейства с 59 жители. В 1927 година селото е прекръстено на Вая. Поради лошите условия на живот населението му напуска селото и то е закрито.
| Година    | 1913 | 1920 | 1928 | 1940 | 1951 | 1961 | 1971 | 1981 | 1991 | 2001 | 2011 | 2021 |
| --------- | ---- | ---- | ---- | ---- | ---- | ---- | ---- | ---- | ---- | ---- | ---- | ---- |
| Население | 49   | 48   | 75   |      |      |      |      |      |      |      |      |      |